# 荒井信行
荒井 信行（あらい のぶゆき、1967年2月3日 - ）は、日本の元サッカー選手。現役時代のポジションはディフェンダー。

## 来歴
読売クラブの育成組織出身で、千葉県のイーグルス・ユナイテッドFC（現・柏レイソルA.A.TOR'82）を経て読売ジュニオールに加入。日本プロサッカーリーグ (JSL) 2部昇格後の1990-91シーズンにはリーグ戦24試合に出場し、1990年10月20日に行われた第12節の大阪ガス戦で初得点を決めた。
翌1991-92シーズンには、米山隆一や阿部良則や蓮見知弘と共にJSL1部の読売クラブに昇格。1992年には読売の後身にあたるヴェルディ川崎に在籍したが、出場機会はなく同年限りで退団した。
1993年にジャパンフットボールリーグの大塚製薬サッカー部に移籍。1995年に徳島県選抜に選出され、国体成年男子1部で優勝を経験した。その後、大塚では1997年までプレーした。

## 個人成績
| 国内大会個人成績 | 国内大会個人成績 | 国内大会個人成績 | 国内大会個人成績 | 国内大会個人成績 | 国内大会個人成績 | 国内大会個人成績 | 国内大会個人成績 | 国内大会個人成績 | 国内大会個人成績 | 国内大会個人成績 | 国内大会個人成績 |
| 年度             | クラブ           | 背番号           | リーグ           | リーグ戦         | リーグ戦         | リーグ杯         | リーグ杯         | オープン杯       | オープン杯       | 期間通算         | 期間通算         |
| 年度             | クラブ           | 背番号           | リーグ           | 出場             | 得点             | 出場             | 得点             | 出場             | 得点             | 出場             | 得点             |
| 日本             | 日本             | 日本             | 日本             | リーグ戦         | リーグ戦         | リーグ杯         | リーグ杯         | 天皇杯           | 天皇杯           | 期間通算         | 期間通算         |
| ---------------- | ---------------- | ---------------- | ---------------- | ---------------- | ---------------- | ---------------- | ---------------- | ---------------- | ---------------- | ---------------- | ---------------- |
| 1991-92          | 読売             |                  | JSL1部           | 0                | 0                |                  |                  |                  |                  |                  |                  |
| 1992             | V川崎            | -                | J                | -                | -                | 0                | 0                | 0                | 0                | 0                | 0                |
| 通算             | 日本             | 日本             | J                | 0                | 0                | 0                | 0                | 0                | 0                | 0                | 0                |
| 通算             | 日本             | 日本             | JSL1部           | 0                | 0                |                  |                  |                  |                  |                  |                  |
| 総通算           | 総通算           | 総通算           | 総通算           | 0                | 0                |                  |                  |                  |                  |                  |                  |